# RD-191
El RD-191 es un motor de cohete de alto rendimiento compuesto por una única cámara de combustión. Desarrollado en Rusia, deriva del motor RD-170 utilizado originalmente en la lanzadera espacial soviética Energía. 
El RD-191 es alimentado por un compuesto de queroseno / Lox extremadamente eficiente, en un ciclo de combustión a alta presión.

## Diseño
El encendido el RD-191 se produce mediante método químico, alimentando la cámara de combustión con un combustible especial que es autoinflamable al contacto con el oxígeno líquido. El motor fue diseñado para permitir la regulación de su empuje, pudiendo reducirse en un 30% del nominal o en caso de emergencia aumentar un 5% durante un corto periodo de tiempo. La suspensión cardan proporciona un control de guiñada y cabeceo de hasta 8 grados.
El motor incorpora una serie de sensores que permiten la monitorización de la ignición; estas mediciones se utilizan en la telemetría y en el sistema de protección ante emergencias.
El motor cumple dos funciones adicionales: calentar el gas de helio para la presurización de los tanques de combustible y la generación de energía hidráulica para los actuadores hidráulicos de la tobera y timones aerodinámicos.

## Desarrollo
El 5 de septiembre de 2008, NPO Energomash (antigua OKB-456), informó de que el motor había completado el ciclo de desarrollo y superado las pruebas de encendido, estando listo para su fabricación y entrega. El principal destino del RD-191 es el nuevo cohete ruso Angará, que actualmente es encuentra en fase de desarrollo.
Existe una versión del RD-191 con un empuje reducido a 170 toneladas, llamado RD-151, que realizó su primera prueba de encendido el 30 de julio de 2009. La primera prueba de vuelo de este motor se realizó el 25 de agosto de 2009, con el lanzamiento del cohete de Corea del sur NARO-1 Korea Space Launch Vehicle .
Desde 2010, el motor ha pasado todas las fases de desarrollo y sus nueve prototipos han acumulado más de 23.000 segundos en funcionamiento en 105 encendidos de pruebas (El tiempo máximo de funcionamiento fue de 3.635 segundos en 12 de los test). Actualmente, se están realizando pruebas interdepartamentales y se ha iniciado la fabricación de los motores para las pruebas de vuelo, que se iniciarán con el lanzamiento del cohete Angara-1.2 ligero y continuando más tarde al lanzador pesado Angara-5A.
A pesar de los problemas de financiación de la Federación Rusa, el trabajo en el motor de RD-191 está en línea con el desarrollo de la familia de cohetes Angara.